# Cremastus amabilis
Cremastus amabilis är en stekelart som beskrevs av Dasch 1979. Cremastus amabilis ingår i släktet Cremastus och familjen brokparasitsteklar. Inga underarter finns listade i Catalogue of Life.